# اشلی (داکوتای شمالی)
اشلی(به انگلیسی: Ashley) شهری در ایالت داکوتای شمالی کشور ایالات متحده آمریکا است که جمعیت آن در سرشماری سال ۲۰۱۰ میلادی، ۷۴۹ نفر بوده‌است.